# Pâte thermique
 (octobre 2017).
Si vous disposez d'ouvrages ou d'articles de référence ou si vous connaissez des sites web de qualité traitant du thème abordé ici, merci de compléter l'article en donnant les références utiles à sa vérifiabilité et en les liant à la section « Notes et références ».

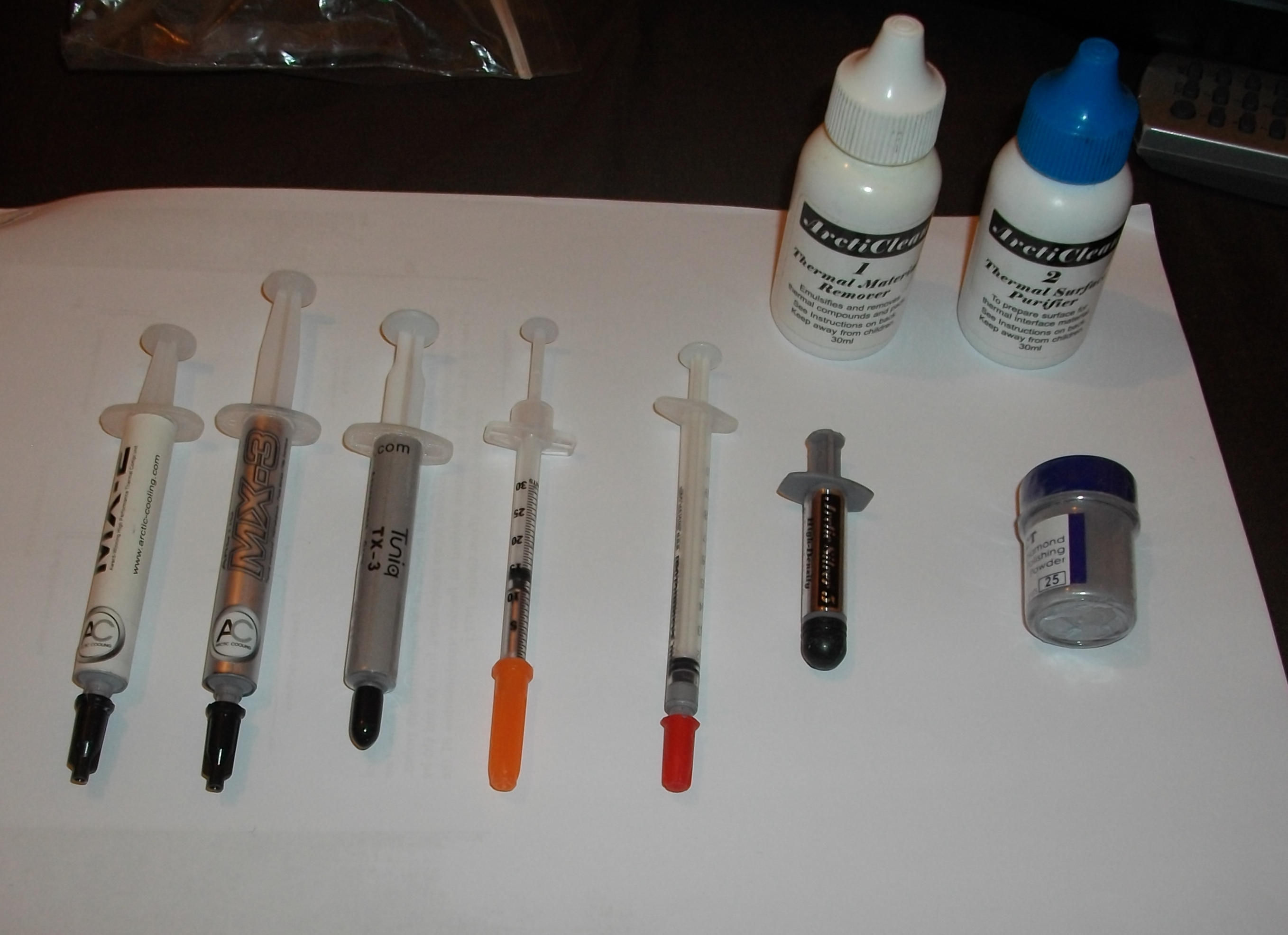
Plusieurs contenants de pâtes thermiques de marques différentes. De gauche à droite : Arctic Cooling MX-2 et MX-3, Tuniq TX-3, Cool Laboratory Liquid Metal Pro, Shin-Etsu MicroSi G751, Arctic Silver 5, Powdered Diamond. À l'arrière-plan, dissolvants à pâte thermqiue de la marque Arctic Silver.

La pâte thermique est une substance qui augmente la conductivité thermique entre les surfaces d'un ou plusieurs objets, en réalisant un « joint thermique » quand ces surfaces ne sont pas parfaitement polies. En électronique, l'utilisation de pâte thermique est courante afin d'aider la dissipation thermique d'un composant via un dissipateur thermique.

## Utilité
Le but principal d'une pâte thermique est d'assurer un contact optimal et d'éviter la présence d'air entre les surfaces d'un composant et de son système de refroidissement (souvent un dissipateur thermique). Ces surfaces possédant de nombreuses micro porosités (trous, bosses), de l'air est présent entre le composant et le dissipateur. L'air étant un mauvais conducteur thermique, le transfert thermique s'effectue ainsi moins bien.
L'application de pâte thermique permet de remplir ces imperfections par une substance dont la conductivité thermique est beaucoup plus élevée que celle de l'air. La surface de contact entre le composant et le dissipateur est ainsi plus importante : le transfert thermique va s'effectuer plus efficacement.
La pâte thermique sert également parfois à maintenir le dissipateur sur le composant, certaines pâtes étant très collantes. C'est par exemple le cas de certains dissipateurs destinés à refroidir les circuits intégrés mémoires des cartes graphiques, où seule la pâte thermique (qui prend parfois la forme d'un morceau de ruban adhésif double-face) les fait tenir en place.

## Propriétés
Le paramètre le plus important d'une pâte thermique est sa conductivité thermique, exprimée en watts par mètre-kelvin (W m−1 K−1). Une pâte thermique à base de silicone a une conductivité thermique comprise entre 0,7 et 0,9 W m−1 K−1, tandis que celle d'une pâte à base d'argent est comprise entre 2 et 3 W m−1 K−1, voire plus. À titre de comparaison, à une température de 20 °C, la conductivité thermique du cuivre est de 401 W m−1 K−1, celle de l'argent de 429 W m−1 K−1, et celle de l'air de 0,026 2 W m−1 K−1 (à une pression de 1 bar).
D'autres propriétés jouent un rôle important :
- sa viscosité ;
- son adaptation aux imperfections des surfaces ;
- son adhérence aux surfaces ;
- sa consistance au-dessus des températures exigées ;
- sa tenue dans le temps.

## Principaux types

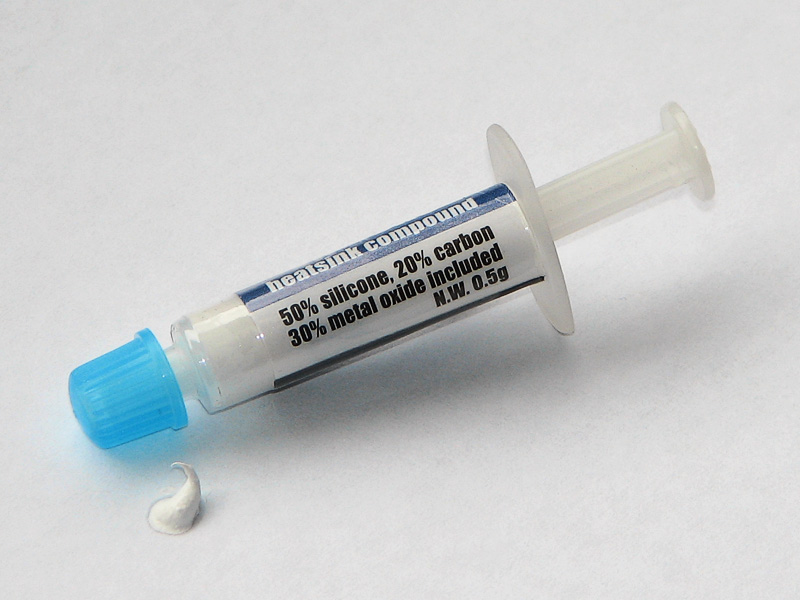
Pâte thermique à base de silicone.

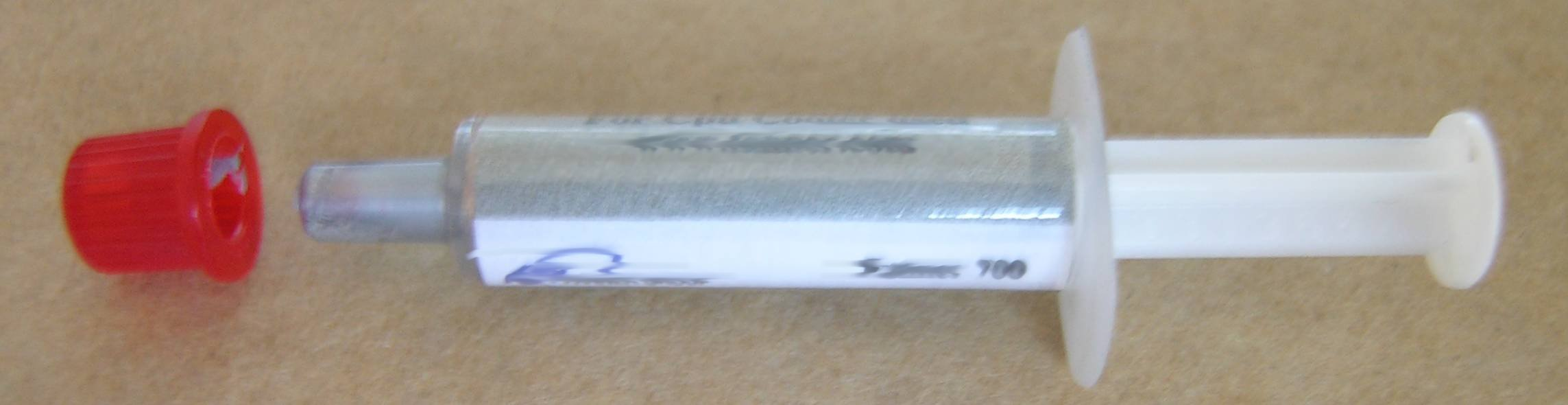
Pâte thermique à base de métal (ici de l'argent).

Aujourd'hui, beaucoup d’entreprises produisent de la pâte thermique. Il en existe plusieurs types :
- celles à base de silicone, généralement de couleur blanche, sont souvent fournies avec les dissipateurs pour processeurs ;
- celles à base de céramique contiennent des particules de céramique en suspension dans d'autres composants ;
- celles contenant des particules métalliques (la plupart du temps de l'argent) en suspension dans d'autres composants. Du fait de la présence de métal, ces pâtes ont également une conductivité électrique plus ou moins importante, ce qui peut poser problème si la pâte venait à entrer en contact avec des connexions (par exemple si elle déborde sur la carte mère lors de l’application sur le dissipateur de chaleur).

La composition d'une pâte thermique n'est pas directement reliée à sa performance en conditions réelles. Ainsi, bien qu'une pâte contenant des particules métalliques soit généralement plus performante, il existe des formulations à base de silicone qui offriront une conductivité thermique supérieure.[réf. nécessaire]
Attention aux pâtes à base de gallium, le contact avec des dissipateurs en aluminium provoque une réaction chimique rongeant le métal, rendant ainsi cassantes les ailettes du dissipateur.[réf. nécessaire]

## Application
La pâte thermique doit être appliquée sur une ou deux des surfaces à mettre en contact. Ayant tout de même une conductivité thermique bien plus faible que celle des métaux, la couche de pâte thermique doit être la plus fine et régulière possible, son seul rôle étant d’éviter la présence d’air entre les deux surfaces. Plus la couche est épaisse, moins la pâte thermique est efficace.
Il est déconseillé d’utiliser une spatule, une carte de crédit ou pire, ses doigts pour étaler la pâte, car cela favorise l’introduction de bulles et d’impuretés dans la pâte, ce qui réduit son efficacité ; il suffit souvent de plaquer les deux surfaces l’une contre l’autre et de les presser fortement (ensuite, ne plus les décoller).
Retirer de la pâte thermique d’un composant ou d’un dissipateur, afin par exemple de remettre une couche de pâte neuve, se fait généralement à l’aide d’un coton-tige trempé dans eu dissolvant ou de l’alcool.